# ديفيد أرميتاغ
ديفيد أرميتاغ (بالإنجليزية: David Armitage)‏ هو مؤرخ بريطاني وأمريكي، ولد في 1965 في ستوكبورت في المملكة المتحدة.